# Elzy Lay

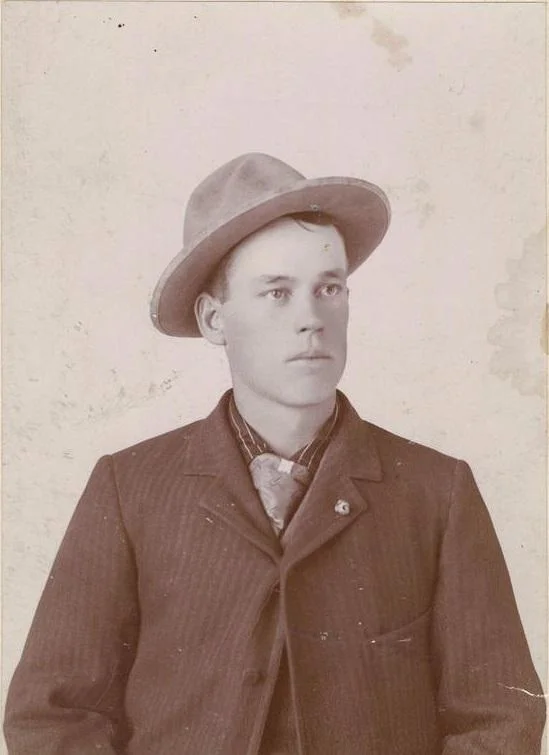

William Ellsworth « Elzy » Lay (25 novembre 1869 – le 10 novembre 1934) était un hors-la-loi de la Conquête de l'Ouest aux États-unis. Il a été membre de la Wild Bunch de Butch Cassidy, un gang opérant depuis Hole-in-the-Wall dans le comté de Johnson au Wyoming. Lay fut le meilleur ami de Cassidy et le seconda à la tête du gang de la Wild Bunch.

## Enfance
Lay est né à Mount Pleasant en Ohio, fils de James Landon Lay et Mary Jane Bellew. Il avait un frère, Encil Lay et une sœur, Maggie Lay Sprigg. Peu de temps après sa naissance, la famille a déménagé dans le nord-est du Colorado. À l'âge de 18 ans, Lay, quitte la maison à la recherche d'aventure avec son ami d'enfance William McGinnis. McGinnis rentra rapidement à la maison, se disant nostalgique. Plus tard, Lay utilisa le nom de « McGinnis » comme pseudonyme quand il travaillait comme garçon de ranch.

## Vie de hors-la-loi
À l'automne de 1889, alors qu'il se trouve dans l'Utah, Lay rencontre le bandit Butch Cassidy. Les deux deviennent des amis proches, et Lay commence à fréquenter Josie Bassett, la fille d'un éleveur qui vend souvent du bœuf et des chevaux aux hors-la-loi, tandis que Cassidy commence à sortir avec sa sœur de 15 ans, la future hors-la-loi Ann Bassett. Il travaille brièvement sur le ranch de l'éleveur Matt Warner, et c'est Warner qui donne à Lay son premier tuyau pour un braquage. De Warner, Lay apprend qu'un commerçant à proximité avait une grosse somme d'argent. Warner, son neveu Lew McCarty, et Lay braquent l'homme et se divisent l'argent.
Lay ouvre ensuite une maison de jeu à Vernal dans l'Utah. Pendant un temps, elle était rentable, jusqu'à ce qu'elle soit fermé par le Shérif du comté de Uintah John T. Pope. À la suite de cette fermeture, Lay retourne au ranch de Matt Warner, où il reprend sa relation avec Josie Bassett. Il y séjournera jusqu'à ce que Butch Cassidy soit libéré d'une peine de dix-huit mois de prison. Pendant ce temps, Lay se lie avec une autre fille, Maude Davis, dont le frère Albert Davis est un petit hors-la-loi. Le hors-la-loi Ben Kilpatrick a commencé à fréquenter la petite amie de Cassidy Ann Bassett pendant ce temps. Cassidy et Lay, après la libération de Cassidy, obtiennent leur propre cabane sur la Green River. Ann Bassett met fin à sa relation avec Kilpatrick, et retourne avec Cassidy.
En août 1896, Matt Warner tue deux prospecteurs nommé Dick Staunton et Dave Milton, au cours d'une fusillade près de Vernal. Warner avait été employé par E. B. Coleman pour intimider Staunton et Milton à quitter une concession minière. L'intimidation se transforme en fusillade. Warner, Coleman, et Bill Wall, un tireur embauché, sont arrêtés, et finalement déplacés à Ogden dans l'Utah, où ils seront détenus en prison. Dans un appel à l'aide à Butch Cassidy, Warner dit qu'il a besoin d'un avocat. Cassidy et Lay braquent alors une banque à Montpelier dans l'Idaho, et utilisent l'argent pour garantir un avocat à Warner. Warner et Wall sont reconnus coupables d'homicide, et reçoivent une peine de cinq ans d'emprisonnement, tandis que Coleman est jugé non coupable.

## Le gang de la Wild Bunch
Cassidy et Lay commencent à se cacher à ce qui était appelé « Robbers Roost », dans l'Utah. Leurs copines Maude Davis et Ann Bassett les y rejoignent, Lay ayant mis fin à sa relation avec sœur d'Ann, Josie, qui, à cette époque était en relation avec l'ami hors-la-loi de Lay Will "News" Carver. En avril 1897, les deux femmes sont renvoyées à la maison, tandis que Cassidy et Lay commencent à planifier l'attaque d'un convoi de transfert de paies à Castle Gate dans l'Utah. Dans un documentaire récent d'History Channel sur la Conquête de l'Ouest, du 26 septembre 2006,  ce braquage est décrit comme le plus audacieux de Cassidy. Le 21 avril 1897, le chargement arrive, et Cassidy et les membres de son gang sont simplement sortis en plein jour et l'ont pris l'arme au poing. Le butin du braquage s'élève à 7 000 $. On présume qu'un membre du gang, nommé Joe Walker, a désactivé les lignes de télégraphe pour empêcher la propagation de la nouvelle du braquage jusqu'aux forces de police.
À cette époque, Maude et Elzy étaient mariés et Maude était enceinte. Après la naissance de leur fille, Marvel, Maude a insisté pour qu'il cesse sa vie de hors-la-loi et qu'il se pose. Il a refusé. Cassidy et Lay se déplacent au Nouveau-Mexique, et à cette époque, appelaient leur gang la « Wild Bunch » (la Horde Sauvage). Là, ils ont travaillé pendant une courte période pour le « WS Ranch », avant de se diriger vers le nord au Wyoming. Ils commettent leur plus célèbre braquage le 2 juin 1899, en attaquant un train de l'Union Pacific près de Wilcox dans le Wyoming. Après l'attaque, ils fuient vers Hole-in-the-Wall, échappant aux troupes qui étaient à leur poursuite. Kid Curry, qui était à cette époque un membre du gang, a tué le Shérif du Comté de Converse Josias Hazen  durant cette fuite. Le gang se sépare dans différentes directions pour un temps, ce qui était une mesure courante à la suite de leurs braquages.

## Meurtre du Shérif Farr, de l'adjoint Kearney et de l'adjoint Love
Cassidy, Lay, Kid Curry, et les autres membres du gang Sam Ketchum et Bill Carver se sont dirigés au Nouveau-Mexique. Le 11 juillet 1899, sans Cassidy, Lay mène Curry, Ketchum et de Carver dans l'attaque d'un train près de Folsom, Nouveau-Mexique. Le braquage est un succès, mais une troupe bien dirigée sous la direction du Shérif du Comté de Huerfano (Colorado) Ed Farr les prend au piège rapidement à proximité d'une région connue sous le nom de Turkey Creek. Dans la première fusillade qui suivit, l'adjoint du Comté de Doña Ana Kent Kearney a été touché, et mourut le lendemain. Un autre adjoint a été blessé et le hors-la-loi Sam Ketchum a été grièvement blessé.
Le gang échappe à cette menace immédiate, mais les blessures sévères de Ketchum les ont retenus, et ils se font à nouveau coincer dans la même région le 16 juillet 1899. Ils engagent le Shérif Farr et l'adjoint du Comté de Colfax Henry Love dans une fusillade, tuant le Shérif Farr et blessant Love qui mourut quelques jours plus tard de ses blessures. Lay a également été blessé, mais s'est échappé (tout comme Curry et Carver). Ketchum cependant, a été capturé et est mort en détention de ses blessures.

## Capturé, jugé et gracié
Le 16 août 1899, Lay est acculé à Carlsbad, Nouveau-Mexique et capturé. Il est par la suite accusé et déclaré coupable d'homicides et de vols qualifiés. Il reçoit une peine d'emprisonnement à perpétuité qui il purgera dans le pénitencier de l'état du Nouveau-Mexique. Maude divorce d'Elzy.
Lay a passé sept ans en prison, où il est devenu fiduciaire du directeur. Dans ce rôle, il a accompagné le directeur de l'établissement à Santa Fe. À leur retour, ils ont constaté que les détenus avaient pris en otage la femme et la fille du préfet à l'intérieur de la prison. Lay a été capable de convaincre les prisonniers de libérer les femmes, et pour cet acte, a été gracié par le Gouverneur Miguel Antonio Otero , le 10 janvier 1906.

## Retraite du crime
Lors de sa libération, il a trouvé son chemin à Baggs, dans le Wyoming, une petite ville de ranch, juste au nord de la frontière du Colorado. Là, il travaille comme prospecteur de pétrole et propriétaire de saloon, sans beaucoup de succès. Il y rencontre et épouse Mary Calvert. Avec Mary, ils déménagent ensuite en Californie du Sud où il supervise la construction du système de l'All American Canal à Riverside et dans l'Imperial Valley, juste au nord de la frontière avec le Mexique. Ils élevèrent deux enfants, un fils et une fille.

## La fin de la Wild Bunch
Lorsque Lay a été capturé, Cassidy, Kid Curry, et Bill Carver ont tous quitté le Nouveau-Mexique. La perte de Lay a profondément affecté Cassidy, qui pendant un temps fit des tentatives pour obtenir l'amnistie de la part du Gouverneur de l'Utah. Les plusieurs meurtres commis par Kid Curry et d'autres vols commis par le gang rendirent cette obtention impossible.
Outre une visite présumée aux sœurs Bassett, Lay n'eut aucun autre contact avec des membres de la Wild Bunch après sa libération. À cette époque Cassidy et le Sundance Kid étaient allés en Amérique du Sud, où ils auraient été tués lors de la perpétration d'un braquage en Bolivie. Pendant le séjour en prison de Lay, Kid Curry a été tué lors d'une fusillade avec des représentants de la loi dans le Colorado. Ben Kilpatrick et Laura Bullion ont été capturés dans Knoxville, dans le Tennessee, et George « Flat Nosed » Curry a été tué par des représentants de la loi dans l'Utah. Plusieurs autres membres d'autres gangs, qui avait fait partie du gang de Hole-in-the-Wall étaient aussi à cette époque morts ou en prison.
Lay est décédé le 10 novembre 1934 à Los Angeles. Il est enterré au Forest Lawn à Glendale, en Californie, près de Los Angeles.